# آتش سوزی آبیدر سنندج ۱۴۰۴
آتش‌سوزی آبیدر یکی از گسترده‌ترین آتش‌سوزی‌های طبیعی در سنندج بود که در ۲ مرداد ۱۴۰۴ (۲۴ ژوئیه ۲۰۲۵) در دامنه‌های کوه آبیدر اتفاق افتاد. این حادثه باعث مرگ سه فعال محیط‌زیستی و سوختگی شدید تعدادی دیگر شد.

## شرح حادثه
آتش‌سوزی حوالی ساعت ۱۲:۳۰ ظهر در بخش پشت پارک کودک آغاز شد و به دلیل وزش باد شدید، به سرعت به نواحی وسیعی از کوه آبیدر سرایت کرد. نیروهای آتش‌نشانی، منابع طبیعی و جمع زیادی از مردم داوطلب در مهار آتش نقش داشتند. عملیات مهار آتش تا حدود ساعت ۱۵:۴۵ ادامه یافت.

## تلفات و آسیب‌ها
بر اثر این آتش‌سوزی، بیش از ۲۰ هکتار از پوشش گیاهی کوه آبیدر از بین رفت. سه فعال محیط‌زیست به نام‌های حمید مرادی، چیاکو یوسفی‌نژاد و خبات امینی بر اثر شدت سوختگی جان خود را از دست دادند. همچنین پنج نفر دیگر دچار سوختگی شدید شدند.

## واکنش‌ها[۵]
فرماندار سنندج از تشکیل کارگروهی برای بررسی دلایل حادثه خبر داد. فعالان محیط‌زیست نیز نسبت به نبود امکانات کافی و ضعف در مدیریت بحران ابراز نگرانی کردند. به دنبال این حادثه، چند روز عزای عمومی در شهر اعلام شد.